# Oppido Mamertina
Oppido Mamertina är en ort och kommun i storstadsregionen Reggio Calabria, innan 2017 provinsen Reggio Calabria, i regionen Kalabrien i Italien. Kommunen hade 5 290 invånare (2017).